# Педро I (король Арагона)
Педро I Санчес (исп. Pedro I de Aragón, кат. Pere I d'Aragó; ок. 1068/1069 — 27 сентября 1104) — король Арагона и Памплоны (Наварры) с 1094 года, граф Рибагорсы и Собрарбе с 1085 года, сын Санчо Рамиреса, короля Арагона и Наварры, и Изабеллы Урхельской, дочери Эрменгола III, графа Урхеля.

## Биография

### Ранние годы
Год рождения Педро неизвестен, однако на основании сообщения хроники монастыря Сан Хуан де ла Пенья, которая сообщает, что Педро умер в возрасте 35 лет, делают вывод, что он родился около 1068-1069 года. Та же хроника указывает, что три сына короля Альфонсо Рамиреса, Педро, Альфонсо и Рамиро, родились от брака Санчо с Фелицией де Рамерун, однако этому противоречит вероятная дата рождения Педро. На основании завещания графа Урхеля Эрменгола IV, который указал Педро в качестве наследника в случае, если его сын и братья умрут бездетными, установили, что матерью Педро была Изабелла, сестра Эрменгола.
В 1085 году король Санчо, отец Педро, передал ему под управление графства Рибагорса и Собрарбе. Будучи наследником отца, Педро участвовал в походах против мавров. Он захватил Эстаду (1087 год), Монтеарагон (1088 год), Монсон (1089 год) и Альменар (1093 год).

### Правление

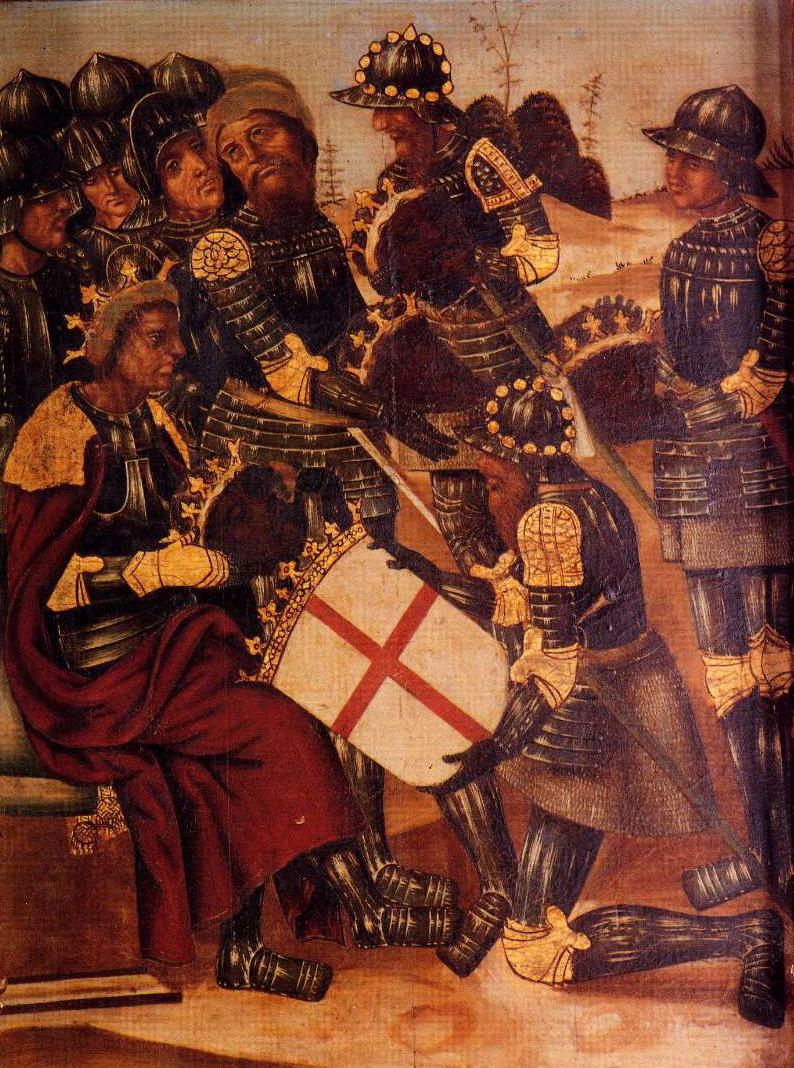
Педро I получает щит, украшенный крестом святого Георгия после битвы под Алькорасом

В 1094 году армия под командованием короля Санчо I осадила Уэску, но 4 июня король был убит. Став королём Арагона и Памплоны, Педро продолжил завоевательную политику. В первую очередь он продолжил осаду Уэски. В 1095 году Педро разбил около Алькораса армию, возглавляемую эмиром Сарагосы Ахмадом II ал-Мустаином, двигавшуюся на помощь осаждённой Уэске, что предрешило её судьбу. Город был захвачен 27 ноября 1096 года. Вместе с Сидом Кампеадором Педро участвовал в битве при Байрене в 1097 году. В 1100 году Педро захватил Барбастро, в 1101 году — Сариньяну, также присоединив их к Арагонскому королевству. В 1104 году Педро неудачно пытался захватить Сарагосу и Тамарите-де-Литера.
В результате в конце правления Педро почти все земли к северу от реки Эбро оказались включены в состав Арагонского королевства. Педро умер 27 сентября 1104 года и был похоронен в монастыре Сан Хуан де ла Пенья. Поскольку его единственный сын умер раньше отца, то Арагон и Наварру унаследовал его брат, Альфонсо I Воитель.

### Брак и дети
1-я жена: с 1086 года (Хака) Агнесса Аквитанская (1072 — 6 июня 1097 или 1098 года), дочь Гильома VIII, герцога Аквитании, и Хильдегарды Бургундской. Дети:
- Педро (умер 1 февраля 1104 года), инфант Арагона и Наварры; жена: с 1098 года Мария Родригес (ум. 1104/1106), дочь Родриго Диаса де Вивара (эль Сида)
- Изабелла (ум. 1104)

2-я жена: Берта, возможно дочь Пьера, графа Савойи, и Агнесы Аквитанской. Детей не было.